# Escuela de pintores de Bornholm

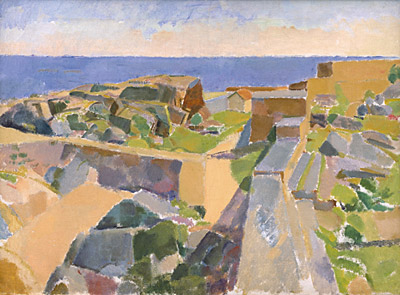
Bastiones, Christiansø (1921)
Karl Isakson

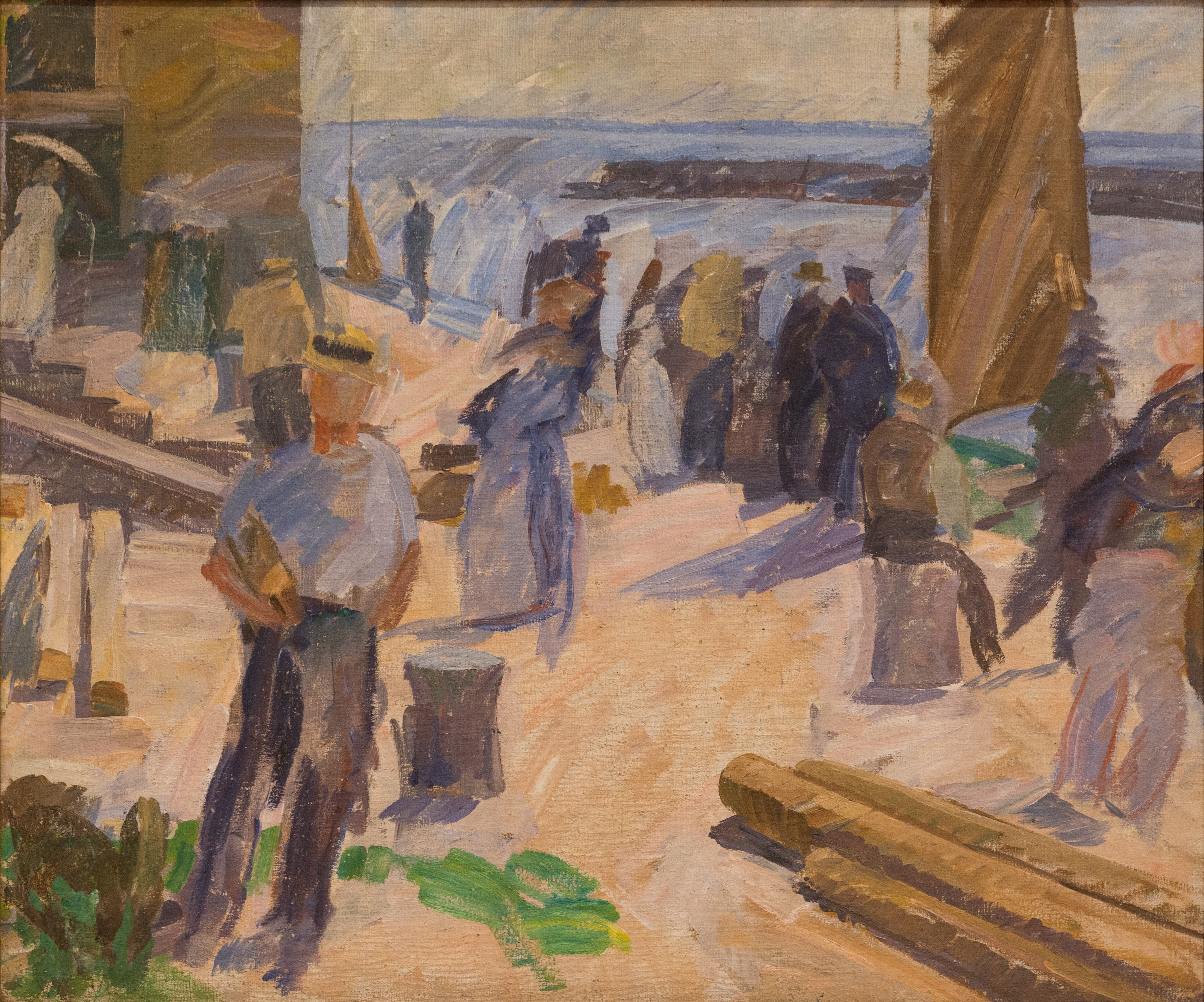
Postbaden kommer. Christianso (1920)
Edvard Weie

La escuela de pintores de Bornholm ( Bornholmerskolen ) comenzó a tomar forma a principios del siglo XX en la isla danesa de Bornholm cuando varios artistas desarrollaron un estilo distintivo moderno inspirado en los paisajes y la luz únicos de la isla. No se caracterizó por una línea artística uniforme, sino por sus experimentos con el color, la abstracción y el cubismo.

## Historia
A finales del siglo XIX, artistas como Otto Haslund ya se inspiraron en la isla. Pero el pintor de Bornholm más famoso de esa época fue Kristian Zahrtmann. Era amigo del pintor de Skagen Holger Drachmann, quien en el período 1865-1874 vivió con Zahrtmann en Erichsens Gård, una casa en Bornholm que luego pasó a formar parte del museo. Pintó un retrato de Vilhelmine Erichsen, quien más tarde se casaría con Drachmann. Su retrato es una de sus obras más famosas.
El Erichsens Gård de hoy está dedicado al período de Zahrtmann, Erichsen y Drachman. Los árboles genealógicos de Erichsens, Zahrtman y Drachmann también se pueden ver allí. 
A principios de 1900, Karl Isakson (1878-1922) y Edvard Weie (1879-1943) se encontraban entre los que se inspiraron en la belleza natural en constante cambio de la isla, utilizando colores puros y tenues para producir obras en nuevas direcciones estéticas. Pronto se les unieron otros artistas daneses como Oluf Høst (1884-1966), Olaf Rude (1886-1957), Kræsten Iversen (1886-1955) y Niels Lergaard (1893-1982).
Vivían principalmente en los pintorescos y pequeños puertos de Gudhjem y Svaneke en la costa norte de la isla, aventurándose a veces a la pequeña isla de Christiansø, donde encontraron más aislamiento e inspiración.
Muchas de las obras de la Escuela de Bornholm se pueden ver in situ, en el Museo de Arte de Bornholm ( Bornholms Kunstmuseum ) cerca de Gudhjem y en el Museo Oluf Høst en Gudhjem.